# Lista de municípios da Paraíba por PIB
Esta é uma lista de municípios da Paraíba por Produto Interno Bruto (PIB) em relação ao produto interno bruto nominal a preços correntes e participações percentuais relativa e acumulada no ano de 2020, segundo 
Instituto Brasileiro de Geografia e Estatística (IBGE) e Secretaria de Planejamento e Gestão (SEPLAG), do Governo da Paraíba, divulgados em 2022.

## Síntese

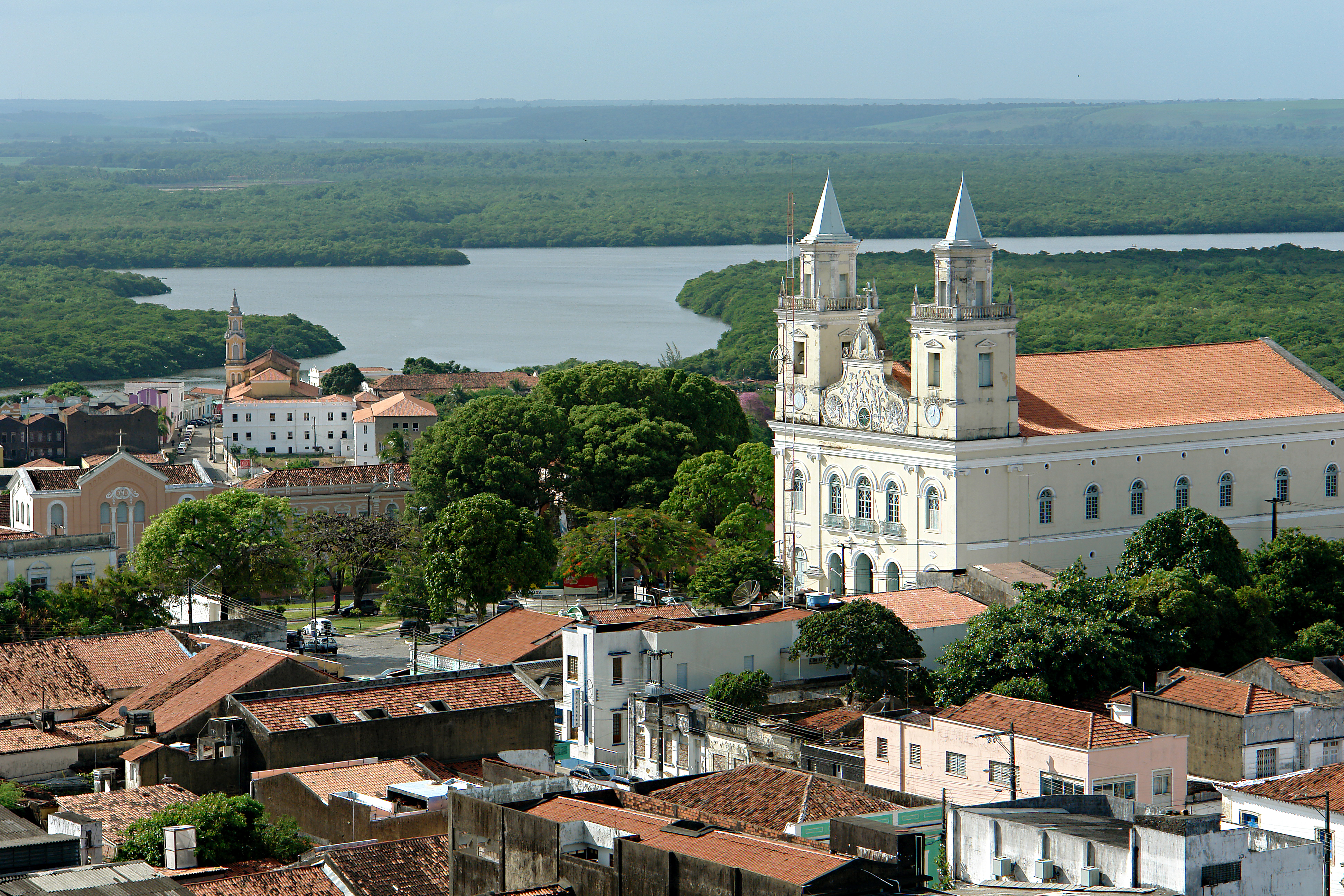
Centro histórico de João Pessoa, maior PIB do estado.

Publicado anualmente, o estudo revela dados de dois anos anteriores para cada um dos 223 municípios paraibanos, sendo que ao publicar dados dos PIB dos municípios, o estudo também elenca outros dados mais detalhados, como tamanho do PIB em cada um dos setores econômicos, observação por região do estado, concentração de renda dos municípios etc.

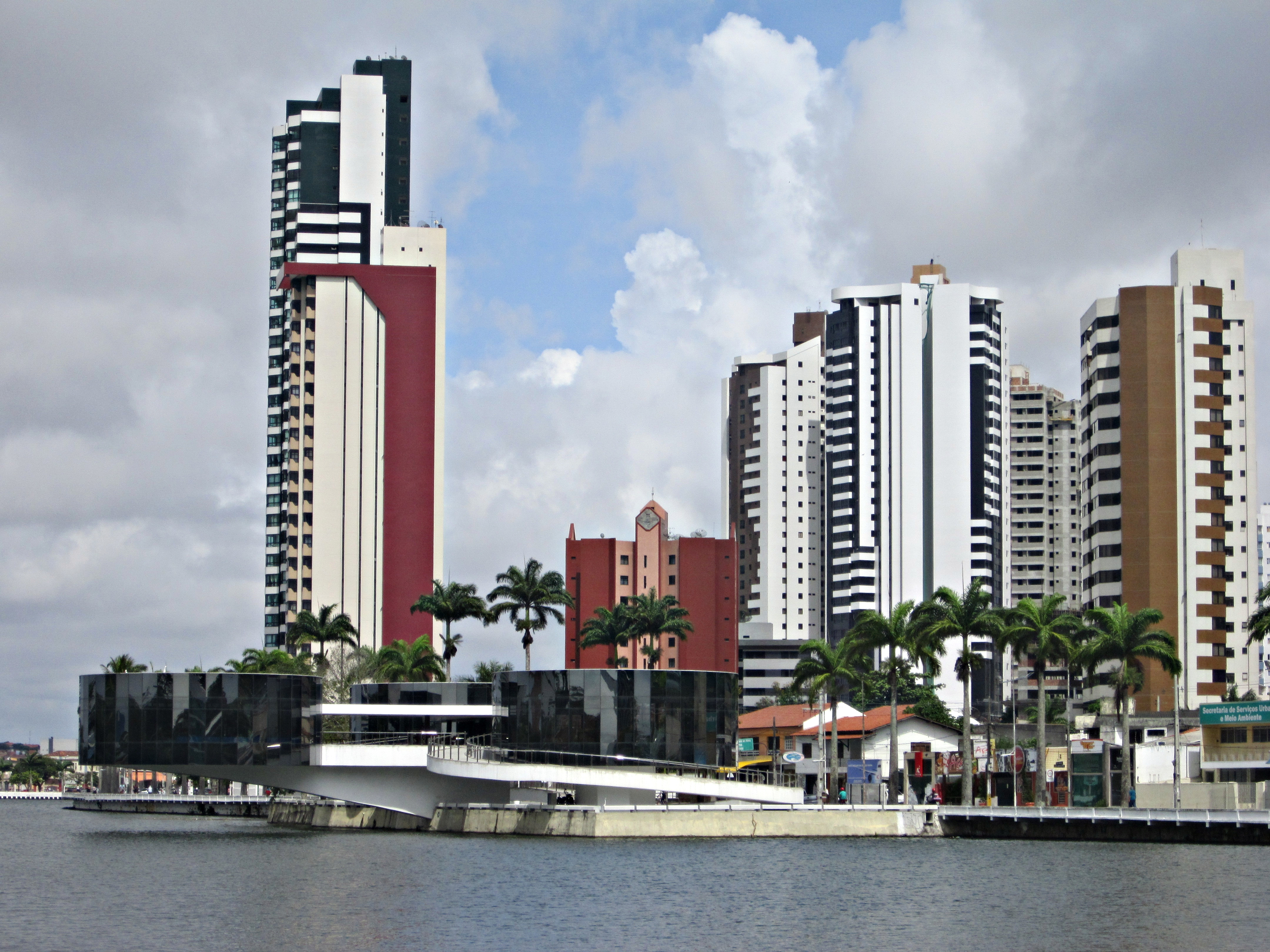
Panorama de Campina Grande, segundo maior PIB do estado.

Em 2020, os cinco maiores PIBs municipais na Paraíba correspondiam por 54,6% do PIB estadual, uma redução de um ponto percentual em relação ao ano anterior, ao passo que os outros 218 municípios em conjunto passaram a representar 45,4% do PIB estadual.

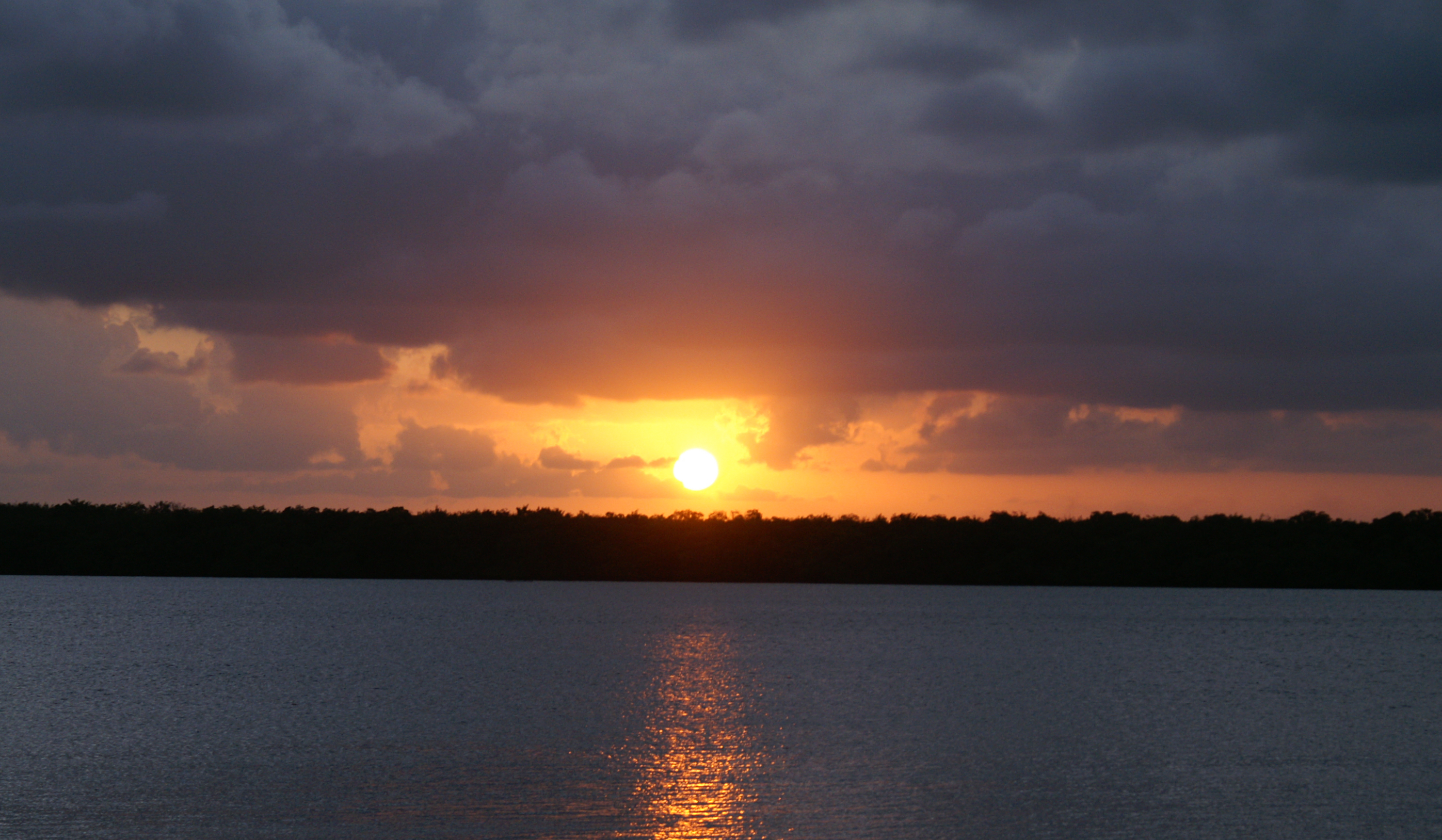
O Porto de Cabedelo, em Cabedelo, é importante fonte de divisas do município, ajudando o município a ter o terceiro maior PIB do estado.

Na lista dos maiores PIBs municipais do estado constam os municípios de João Pessoa, Campina Grande, Cabedelo, Santa Rita e Alhandra, sendo que Alhandra foi a única mudança ocorrida entre os cinco primeiros em relação ao ano anterior, tendo desbancado Patos como quinto maior PIB.

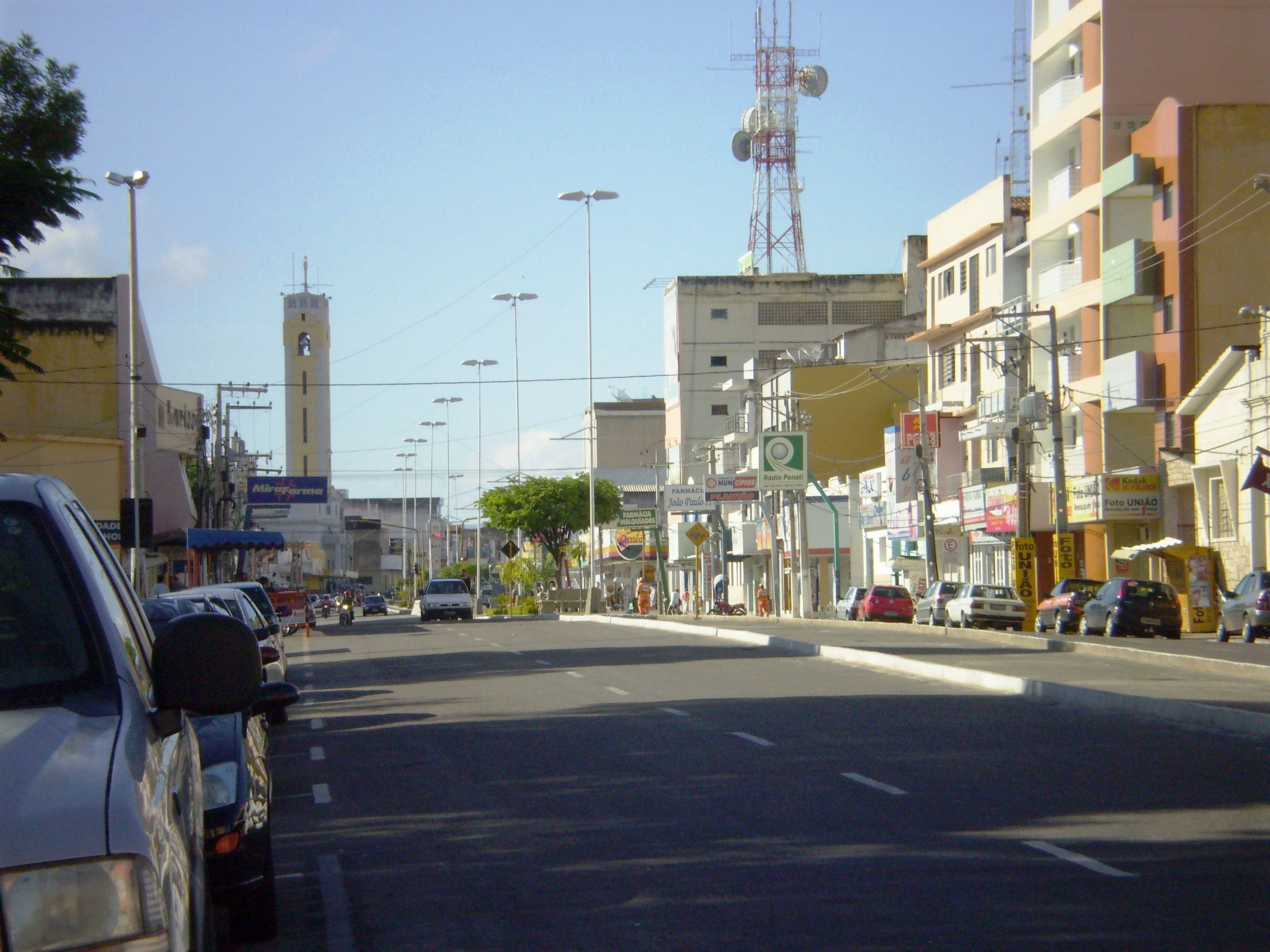
Patos, principal cidade do sertão e maior PIB fora das Regiões metropolitanas de João Pessoa e Campina Grande.

Já em termos de crescimento nominal entre 2019 e 2020 apresentam-se os municípios de Coremas (38,0%), Condado (36,6%), Malta (36,0%), Santa Luzia (31,0%) e Caaporã (30,5%), sendo que nos quatro primeiros o crescimento se explica pela instalação de parques de energia (solares e eólicos) e no último, a produção de cimentos explica a alta do PIB no período.

## Lista
| Posição | Município                      | PIB 2020   |
| ------- | ------------------------------ | ---------- |
| 1.º     | João Pessoa                    | 20 766 551 |
| 2.º     | Campina Grande                 | 10 081 780 |
| 3.º     | Cabedelo                       | 2 741 734  |
| 4.º     | Santa Rita                     | 2 564 700  |
| 5.º     | Alhandra                       | 2 198 123  |
| 6.º     | Patos                          | 1 919 075  |
| 7.º     | Bayeux                         | 1 290 553  |
| 8.º     | Sousa                          | 1 253 768  |
| 9.º     | Cajazeiras                     | 1 134 471  |
| 10.º    | Guarabira                      | 1 055 821  |
| 11.º    | Conde                          | 892 756    |
| 12.º    | Mamanguape                     | 691 495    |
| 13.º    | Sapé                           | 631 896    |
| 14.º    | Monteiro                       | 577 456    |
| 15.º    | Pedras de Fogo                 | 537 518    |
| 16.º    | Queimadas                      | 529 095    |
| 17.º    | São Bento                      | 489 152    |
| 18.º    | Caaporã                        | 475 299    |
| 19.º    | Esperança                      | 466 956    |
| 20.º    | Catolé do Rocha                | 455 671    |
| 21.º    | Pombal                         | 426 370    |
| 22.º    | Pitimbu                        | 375 572    |
| 23.º    | Alagoa Nova                    | 331 587    |
| 24.º    | Solânea                        | 324 606    |
| 25.º    | Itabaiana                      | 317 520    |
| 26.º    | Itaporanga                     | 308 498    |
| 27.º    | Santa Luzia                    | 294 514    |
| 28.º    | Lagoa Seca                     | 291 871    |
| 29.º    | Rio Tinto                      | 287 787    |
| 30.º    | Alagoa Grande                  | 281 094    |
| 31.º    | Pocinhos                       | 271 452    |
| 32.º    | Princesa Isabel                | 255 319    |
| 33.º    | Bananeiras                     | 249 433    |
| 34.º    | Areia                          | 243 659    |
| 35.º    | Boqueirão                      | 231 817    |
| 36.º    | Mataraca                       | 225 655    |
| 37.º    | Mari                           | 220 662    |
| 38.º    | São José de Piranhas           | 220 073    |
| 39.º    | Cuité                          | 215 354    |
| 40.º    | São João do Rio do Peixe       | 210 261    |
| 41.º    | Picuí                          | 204 405    |
| 42.º    | Belém                          | 204 228    |
| 43.º    | Lucena                         | 200 825    |
| 44.º    | Coremas                        | 196 580    |
| 45.º    | Ingá                           | 196 553    |
| 46.º    | Sumé                           | 195 326    |
| 47.º    | Conceição                      | 191 968    |
| 48.º    | Piancó                         | 190 282    |
| 49.º    | Juazeirinho                    | 189 757    |
| 50.º    | Itapororoca                    | 189 432    |
| 51.º    | Soledade                       | 186 494    |
| 52.º    | Araruna                        | 185 541    |
| 53.º    | Uiraúna                        | 177 872    |
| 54.º    | Remígio                        | 174 606    |
| 55.º    | Boa Vista                      | 173 251    |
| 56.º    | Araçagi                        | 170 060    |
| 57.º    | Cruz do Espírito Santo         | 165 479    |
| 58.º    | Mogeiro                        | 164 207    |
| 59.º    | Teixeira                       | 153 164    |
| 60.º    | Aroeiras                       | 150 760    |
| 61.º    | Jacaraú                        | 147 403    |
| 62.º    | Paulista                       | 143 493    |
| 63.º    | Itatuba                        | 141 799    |
| 64.º    | Cacimba de Dentro              | 141 196    |
| 65.º    | Barra de Santa Rosa            | 138 299    |
| 66.º    | Gurinhém                       | 138 145    |
| 67.º    | Serra Branca                   | 135 273    |
| 68.º    | Brejo do Cruz                  | 133 475    |
| 69.º    | Taperoá                        | 132 671    |
| 70.º    | Tavares                        | 130 641    |
| 71.º    | Salgado de São Félix           | 129 066    |
| 72.º    | Massaranduba                   | 123 133    |
| 73.º    | Alagoinha                      | 122 705    |
| 74.º    | Puxinanã                       | 121 534    |
| 75.º    | Cachoeira dos Índios           | 114 203    |
| 76.º    | Pilar                          | 112 741    |
| 77.º    | Juripiranga                    | 111 149    |
| 78.º    | Arara                          | 107 803    |
| 79.º    | Fagundes                       | 101 802    |
| 80.º    | São Sebastião de Lagoa de Roça | 99 821     |
| 81.º    | Sobrado                        | 96 755     |
| 82.º    | São José do Sabugi             | 96 280     |
| 83.º    | Bonito de Santa Fé             | 94 802     |
| 84.º    | Baía da Traição                | 94 343     |
| 85.º    | Natuba                         | 92 093     |
| 86.º    | Imaculada                      | 90 785     |
| 87.º    | Nova Floresta                  | 90 757     |
| 88.º    | Pirpirituba                    | 90 573     |
| 89.º    | Aparecida                      | 89 615     |
| 90.º    | Mulungu                        | 88 617     |
| 91.º    | Marcação                       | 87 584     |
| 92.º    | Manaíra                        | 86 737     |
| 93.º    | Água Branca                    | 86 455     |
| 94.º    | Riacho dos Cavalos             | 84 970     |
| 95.º    | Dona Inês                      | 84 879     |
| 96.º    | Pilões                         | 84 297     |
| 97.º    | Umbuzeiro                      | 83 562     |
| 98.º    | Tacima                         | 83 556     |
| 99.º    | Condado                        | 82 232     |
| 100.º   | Barra de Santana               | 81 099     |
| 101.º   | Triunfo                        | 80 899     |
| 102.º   | Juru                           | 80 528     |
| 103.º   | São Vicente do Seridó          | 79 634     |
| 104.º   | Junco do Seridó                | 79 237     |
| 105.º   | Lagoa de Dentro                | 78 762     |
| 106.º   | São Miguel de Taipu            | 78 421     |
| 107.º   | São Mamede                     | 75 749     |
| 108.º   | Pedra Lavrada                  | 73 939     |
| 109.º   | Malta                          | 72 954     |
| 110.º   | Marizópolis                    | 72 650     |
| 111.º   | Barra de São Miguel            | 72 175     |
| 112.º   | Serra Redonda                  | 71 719     |
| 113.º   | Juarez Távora                  | 71 126     |
| 114.º   | Jericó                         | 70 965     |
| 115.º   | Capim                          | 70 783     |
| 116.º   | Belém do Brejo do Cruz         | 70 122     |
| 117.º   | Gado Bravo                     | 69 445     |
| 118.º   | Caldas Brandão                 | 69 133     |
| 119.º   | Cabaceiras                     | 67 947     |
| 120.º   | Cuité de Mamanguape            | 67 677     |
| 121.º   | Cubati                         | 67 636     |
| 122.º   | Desterro                       | 67 302     |
| 123.º   | Casserengue                    | 67 299     |
| 124.º   | Camalaú                        | 65 307     |
| 125.º   | Caiçara                        | 63 797     |
| 126.º   | São José da Lagoa Tapada       | 63 289     |
| 127.º   | Borborema                      | 62 495     |
| 128.º   | Santana dos Garrotes           | 62 213     |
| 129.º   | Cuitegi                        | 62 136     |
| 130.º   | Livramento                     | 62 033     |
| 131.º   | Serraria                       | 62 011     |
| 132.º   | Cacimbas                       | 61 621     |
| 133.º   | Nazarezinho                    | 60 511     |
| 134.º   | Areial                         | 60 449     |
| 135.º   | Santa Helena                   | 58 821     |
| 136.º   | Santa Cecília                  | 58 652     |
| 137.º   | Prata                          | 58 629     |
| 138.º   | Santa Cruz                     | 58 348     |
| 139.º   | Olho d’Água                    | 58 346     |
| 140.º   | Brejo dos Santos               | 57 569     |
| 141.º   | Igaracy                        | 57 546     |
| 142.º   | Caturité                       | 57 197     |
| 143.º   | Aguiar                         | 55 770     |
| 144.º   | Matureia                       | 55 489     |
| 145.º   | Diamante                       | 55 258     |
| 146.º   | Congo                          | 54 582     |
| 147.º   | São José dos Ramos             | 53 964     |
| 148.º   | Pilõezinhos                    | 53 518     |
| 149.º   | Sertãozinho                    | 52 575     |
| 150.º   | Nova Olinda                    | 52 488     |
| 151.º   | Montadas                       | 52 407     |
| 152.º   | Pedro Régis                    | 52 396     |
| 153.º   | Ibiara                         | 52 388     |
| 154.º   | Riachão do Poço                | 52 131     |
| 155.º   | São José de Espinharas         | 51 495     |
| 156.º   | Curral de Cima                 | 51 346     |
| 157.º   | Matinhas                       | 51 295     |
| 158.º   | São José de Caiana             | 50 960     |
| 159.º   | São Bentinho                   | 49 347     |
| 160.º   | São João do Cariri             | 49 289     |
| 161.º   | Catingueira                    | 48 526     |
| 162.º   | Santa Teresinha                | 48 005     |
| 163.º   | Alcantil                       | 47 921     |
| 164.º   | Bom Sucesso                    | 47 813     |
| 165.º   | Lagoa                          | 47 457     |
| 166.º   | Riachão do Bacamarte           | 47 069     |
| 167.º   | Baraúna                        | 46 800     |
| 168.º   | Damião                         | 46 241     |
| 169.º   | Santana de Mangueira           | 45 641     |
| 170.º   | Boa Ventura                    | 45 531     |
| 171.º   | Vieirópolis                    | 45 263     |
| 172.º   | Poço de José de Moura          | 44 249     |
| 173.º   | Logradouro                     | 43 911     |
| 174.º   | Monte Horebe                   | 43 339     |
| 175.º   | Assunção                       | 42 965     |
| 176.º   | Nova Palmeira                  | 42 370     |
| 177.º   | Duas Estradas                  | 42 024     |
| 178.º   | Caraúbas                       | 40 386     |
| 179.º   | Olivedos                       | 39 871     |
| 180.º   | São João do Tigre              | 37 766     |
| 181.º   | Bernardino Batista             | 37 543     |
| 182.º   | Emas                           | 37 447     |
| 183.º   | Cajazeirinhas                  | 37 231     |
| 184.º   | Vista Serrana                  | 36 737     |
| 185.º   | São Francisco                  | 36 586     |
| 186.º   | Cacimba de Areia               | 36 562     |
| 187.º   | Mãe d'Água                     | 36 501     |
| 188.º   | Poço Dantas                    | 36 260     |
| 189.º   | Sossego                        | 35 749     |
| 190.º   | Pedra Branca                   | 35 380     |
| 191.º   | São Sebastião do Umbuzeiro     | 35 134     |
| 192.º   | Gurjão                         | 35 129     |
| 193.º   | Ouro Velho                     | 34 582     |
| 194.º   | Serra da Raiz                  | 34 534     |
| 195.º   | São José dos Cordeiros         | 34 378     |
| 196.º   | Várzea                         | 34 040     |
| 197.º   | Santa Inês                     | 33 946     |
| 198.º   | São José de Princesa           | 33 725     |
| 199.º   | Riachão                        | 33 719     |
| 200.º   | São Domingos                   | 32 167     |
| 201.º   | Salgadinho                     | 30 829     |
| 202.º   | Tenório                        | 30 606     |
| 203.º   | Bom Jesus                      | 30 146     |
| 204.º   | Joca Claudino                  | 30 016     |
| 205.º   | São José do Bonfim             | 29 975     |
| 206.º   | Serra Grande                   | 29 524     |
| 207.º   | Santo André                    | 29 053     |
| 208.º   | Carrapateira                   | 29 048     |
| 209.º   | Frei Martinho                  | 28 843     |
| 210.º   | Mato Grosso                    | 28 750     |
| 211.º   | Amparo                         | 27 724     |
| 212.º   | Lastro                         | 27 679     |
| 213.º   | Riacho de Santo Antônio        | 26 820     |
| 214.º   | Passagem                       | 26 652     |
| 215.º   | São Domingos do Cariri         | 26 601     |
| 216.º   | São José do Brejo do Cruz      | 26 347     |
| 217.º   | Algodão de Jandaíra            | 26 070     |
| 218.º   | Zabelê                         | 25 084     |
| 219.º   | Curral Velho                   | 24 904     |
| 220.º   | Quixaba                        | 23 479     |
| 221.º   | Coxixola                       | 22 544     |
| 222.º   | Areia de Baraúnas              | 22 128     |
| 223.º   | Parari                         | 20 839     |